# Nancras
Nancras (prononcé [nɑ̃.kʁa]) est une commune du sud-ouest de la France située dans le département de la Charente-Maritime (région Nouvelle-Aquitaine).
Ses habitants sont appelés les Nancrassiens et les Nancrassiennes.

## Géographie
La commune de Nancras se situe dans le sud-ouest du département de la Charente-Maritime, en région Nouvelle-Aquitaine, dans l'ancienne province de Saintonge. Appartenant au Midi atlantique, au cœur de l'arc atlantique, elle est partie intégrante du Grand Sud-Ouest français, et est parfois également incluse dans un Grand Ouest aux contours plus flous.

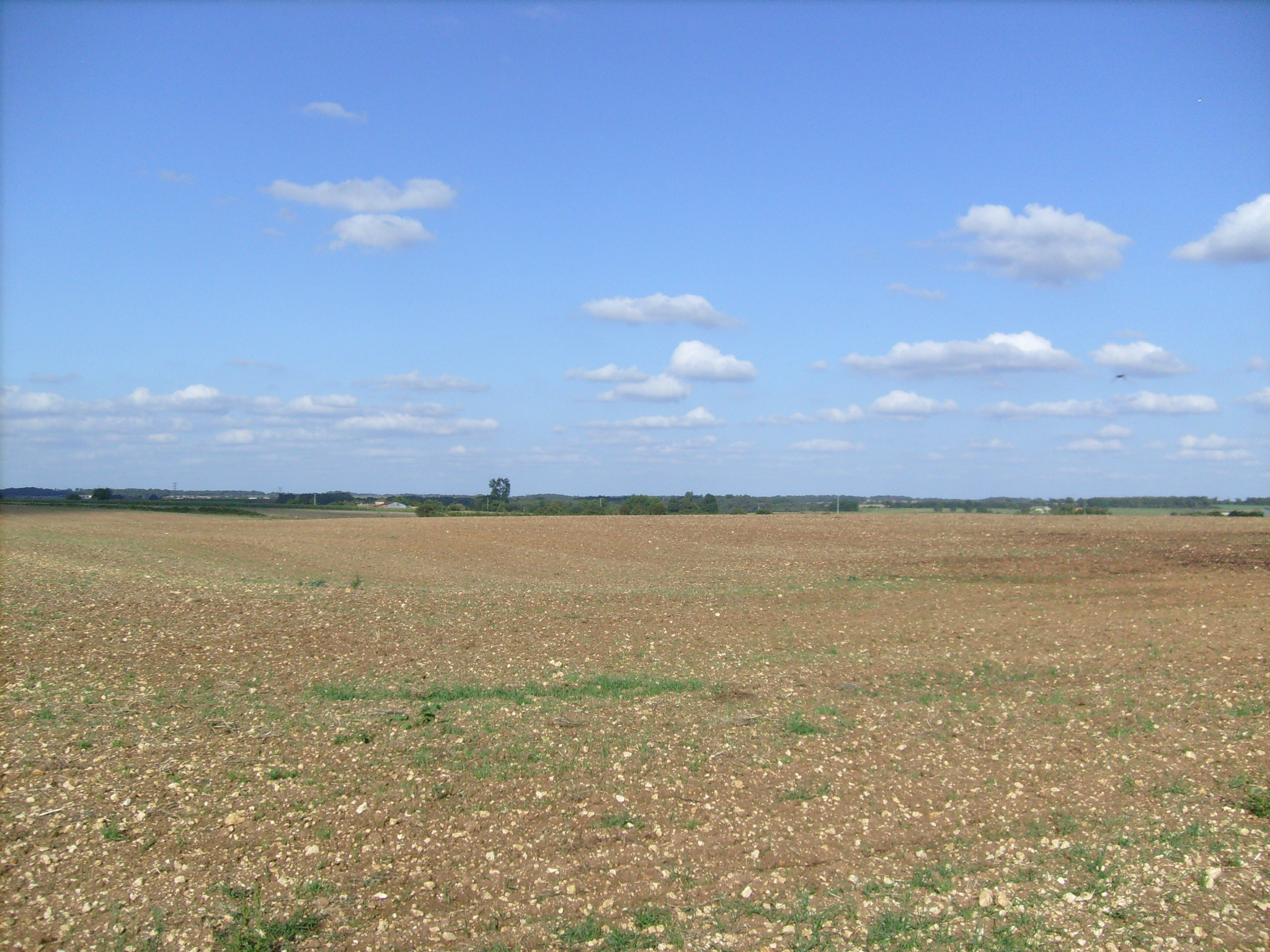
Paysage agricole au nord de Nancras.

La commune, s'étendant sur 306 hectares, occupe un plateau de faible altitude qui s'est constitué à la fin de l'ère secondaire, durant la période du crétacé. D'une altitude comprise entre 22 mètres et 39 mètres, celui-ci est partiellement recouvert de terrains siliceux, en particulier dans ses parties occidentales et méridionales.
Durant une partie du Moyen Âge, le territoire communal fut couvert par une vaste forêt, connue sous le nom de forêt de Baconnais. Aujourd'hui, seuls quelques bosquets témoignent de sa présence. L'essentiel du territoire est consacré à l'agriculture, en particulier aux cultures céréalières. Blé et maïs prédominent, tandis que des portions de terre sont dévolues au pacage des animaux domestiques, en particulier des ovins et des bovins.
Le principal cours d'eau traversant la commune est le Mérard. Plusieurs ruisseaux de taille et de débit variables serpentent dans la partie occidentale de la commune.

### Communes limitrophes
|        | Sainte-Gemme |          |
| Le Gua | Nancras      | Balanzac |
|        | Sablonceaux  |          |

### Climat
Le climat est de type océanique : la pluviométrie est relativement élevée en automne et en hiver et les hivers sont doux. L'été reste tempéré grâce à la brise marine. Deux vents venant de l'océan, le noroît et le suroît, soufflent sur les côtes du département. L'ensoleillement de la côte charentaise est très important : avec 2 250 heures par an, il est comparable à celui que connaît une partie de la côte méditerranéenne.

#### Données générales
| Ville             | Ensoleillement · (h/an) | Pluie · (mm/an) | Neige · (j/an) | Orage · (j/an) | Brouillard · (j/an) |
| ----------------- | ----------------------- | --------------- | -------------- | -------------- | ------------------- |
| Médiane nationale | 1 852                   | 835             | 16             | 25             | 50                  |
| Nancras           | 2250                    | 755             | 4              | 13             | 26                  |
| Paris             | 1 717                   | 634             | 13             | 20             | 26                  |
| Nice              | 2 760                   | 791             | 1              | 28             | 2                   |
| Strasbourg        | 1 747                   | 636             | 26             | 28             | 69                  |
| Brest             | 1 555                   | 1 230           | 6              | 12             | 78                  |
| Bordeaux          | 2 070                   | 987             | 3              | 32             | 78                  |

| Mois                        | Jan  | Fév  | Mar  | Avr  | Mai  | Jui  | Jui  | Aoû  | Sep  | Oct  | Nov  | Déc  | Année |
| Températures minimales (°C) | 3,4  | 4,0  | 5,4  | 7,4  | 10,7 | 13,7 | 15,8 | 15,7 | 13,7 | 10,5 | 6,3  | 3,9  | 9,2   |
| Températures maximales (°C) | 8,5  | 9,9  | 12,1 | 14,7 | 17,9 | 21,3 | 23,8 | 23,5 | 21,8 | 18,0 | 12,6 | 9,2  | 16,1  |
| Températures moyennes (°C)  | 5,9  | 6,9  | 8,7  | 11,1 | 14,3 | 17,5 | 19,8 | 19,6 | 17,8 | 14,2 | 9,4  | 6,6  | 12,7  |
| Ensoleillement (h)          | 84   | 111  | 174  | 212  | 239  | 272  | 305  | 277  | 218  | 167  | 107  | 85   | 2 250 |
| Pluviométrie (mm)           | 82,5 | 66,1 | 57,0 | 52,7 | 61,1 | 42,9 | 35,1 | 46,4 | 56,5 | 81,6 | 91,8 | 81,8 | 755,3 |

#### Tempête de décembre 1999
La Charente-Maritime est le département français qui a été le plus durement touché par la tempête Martin du 27 décembre 1999. Les records nationaux de vents enregistrés ont été atteints avec 198 km/h sur l'île d'Oléron et 194 km/h à Royan.

## Urbanisme

### Typologie
Au 1er janvier 2024, Nancras est catégorisée bourg rural, selon la nouvelle grille communale de densité à 7 niveaux définie par l'Insee en 2022.
Elle est située hors unité urbaine. Par ailleurs la commune fait partie de l'aire d'attraction de Royan, dont elle est une commune de la couronne,. Cette aire, qui regroupe 26 communes, est catégorisée dans les aires de 50 000 à moins de 200 000 habitants,.

### Occupation des sols
L'occupation des sols de la commune, telle qu'elle ressort de la base de données européenne d’occupation biophysique des sols Corine Land Cover (CLC), est marquée par l'importance des territoires agricoles (84,6 % en 2018), en diminution par rapport à 1990 (91,1 %). La répartition détaillée en 2018 est la suivante : 
terres arables (68,9 %), zones urbanisées (14,7 %), cultures permanentes (8,8 %), zones agricoles hétérogènes (6,8 %), forêts (0,7 %). L'évolution de l’occupation des sols de la commune et de ses infrastructures peut être observée sur les différentes représentations cartographiques du territoire : la carte de Cassini (XVIIIe siècle), la carte d'état-major (1820-1866) et les cartes ou photos aériennes de l'IGN pour la période actuelle (1950 à aujourd'hui).

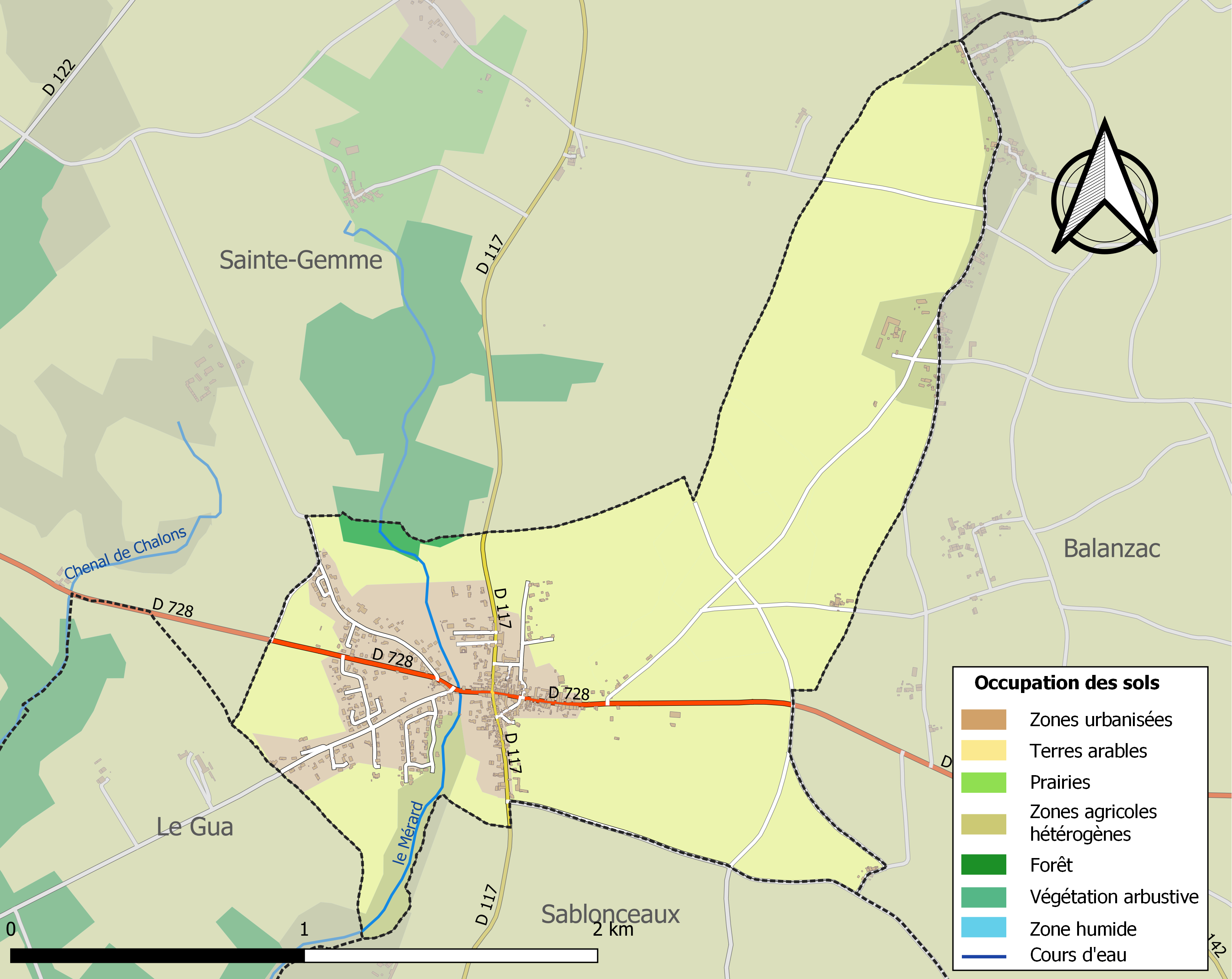
Carte des infrastructures et de l'occupation des sols de la commune en 2018 (CLC).

### Risques majeurs
Le territoire de la commune de Nancras est vulnérable à différents aléas naturels : météorologiques (tempête, orage, neige, grand froid, canicule ou sécheresse), mouvements de terrains et séisme (sismicité faible). Il est également exposé à un risque technologique, le transport de matières dangereuses. Un site publié par le BRGM permet d'évaluer simplement et rapidement les risques d'un bien localisé soit par son adresse soit par le numéro de sa parcelle.

#### Risques naturels

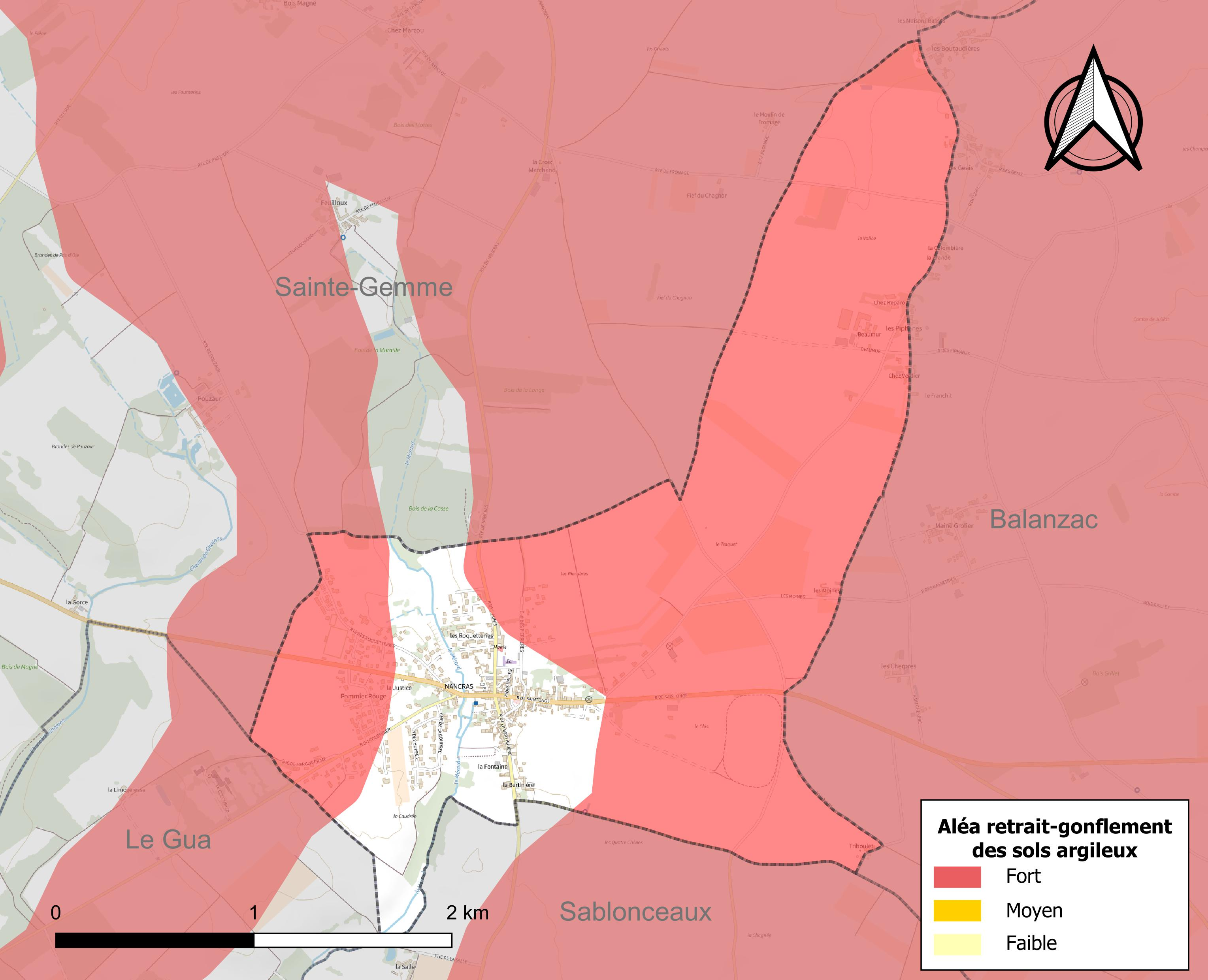
Carte des zones d'aléa retrait-gonflement des sols argileux de Nancras.

Les mouvements de terrains susceptibles de se produire sur la commune sont des tassements différentiels.
Le retrait-gonflement des sols argileux est susceptible d'engendrer des dommages importants aux bâtiments en cas d’alternance de périodes de sécheresse et de pluie. 79,6 % de la superficie communale est en aléa moyen ou fort (54,2 % au niveau départemental et 48,5 % au niveau national). Sur les 355 bâtiments dénombrés sur la commune en 2019, 126 sont en aléa moyen ou fort, soit 35 %, à comparer aux 57 % au niveau départemental et 54 % au niveau national. Une cartographie de l'exposition du territoire national au retrait gonflement des sols argileux est disponible sur le site du BRGM,.
Par ailleurs, afin de mieux appréhender le risque d’affaissement de terrain, l'inventaire national des cavités souterraines permet de localiser celles situées sur la commune.
La commune a été reconnue en état de catastrophe naturelle au titre des dommages causés par les inondations et coulées de boue survenues en 1982, 1999 et 2010. Concernant les mouvements de terrains, la commune a été reconnue en état de catastrophe naturelle au titre des dommages causés par des mouvements de terrain en 1999 et 2010.

#### Risques technologiques
Le risque de transport de matières dangereuses sur la commune est lié à sa traversée par une ou des infrastructures routières ou ferroviaires importantes ou la présence d'une canalisation de transport d'hydrocarbures. Un accident se produisant sur de telles infrastructures est susceptible d’avoir des effets graves sur les biens, les personnes ou l'environnement, selon la nature du matériau transporté. Des dispositions d’urbanisme peuvent être préconisées en conséquence.

## Toponymie
L'origine du nom de la commune semble d'origine celtique : certaines hypothèses font de Nancras une déformation de nava, racine pré-gauloise signifiant plaine. Au Moyen Âge, le village a porté les noms de Notre-Dame de Naveras puis Notre-Dame de Nancras

## Administration

### Liste des maires
| Période                                  | Période  | Identité            | Étiquette | Qualité     |
| ---------------------------------------- | -------- | ------------------- | --------- | ----------- |
| 1977                                     | 2014     | Jean-Pierre Chotard |           |             |
| 2014                                     | En cours | David Raffe         |           | Agriculteur |
| Les données manquantes sont à compléter. |          |                     |           |             |

### Région
À la suite de la réforme administrative de 2014 ramenant le nombre de régions de France métropolitaine de 22 à 13, la commune appartient depuis le 1er janvier 2016 à la région Nouvelle-Aquitaine, dont la capitale est Bordeaux. De 1972 au 31 décembre 2015, elle a appartenu à la région Poitou-Charentes, dont le chef-lieu était Poitiers.

### Canton
La commune appartient au canton de Saint-Porchaire depuis mars 2015. Avant cette date, elle dépendait du canton de Saujon.

### Intercommunalité
Jusqu'au 31 décembre 2012, la commune faisait partie de la Communauté de communes des bassins Seudre-et-Arnoult; cette dernière a été officiellement dissoute le 1er janvier 2013.
Depuis, la commune de Nancas adhère à la communauté de communes Charente-Arnoult-Cœur de Saintonge renommée en communauté de communes Cœur de Saintonge en septembre 2019.

## Démographie

### Évolution démographique
L'évolution du nombre d'habitants est connue à travers les recensements de la population effectués dans la commune depuis 1793. Pour les communes de moins de 10 000 habitants, une enquête de recensement portant sur toute la population est réalisée tous les cinq ans, les populations de référence des années intermédiaires étant quant à elles estimées par interpolation ou extrapolation. Pour la commune, le premier recensement exhaustif entrant dans le cadre du nouveau dispositif a été réalisé en 2007.

En 2022, la commune comptait 795 habitants, en évolution de +0,76 % par rapport à 2016 (Charente-Maritime : +4,04 %, France hors Mayotte : +2,11 %).
| 1793 | 1800 | 1806 | 1821 | 1831 | 1836 | 1841 | 1846 | 1851 |
| ---- | ---- | ---- | ---- | ---- | ---- | ---- | ---- | ---- |
| 305  | 268  | 241  | 308  | 380  | 375  | 431  | 456  | 429  |

| 1856 | 1861 | 1866 | 1872 | 1876 | 1881 | 1886 | 1891 | 1896 |
| ---- | ---- | ---- | ---- | ---- | ---- | ---- | ---- | ---- |
| 420  | 458  | 477  | 541  | 521  | 458  | 439  | 439  | 461  |

| 1901 | 1906 | 1911 | 1921 | 1926 | 1931 | 1936 | 1946 | 1954 |
| ---- | ---- | ---- | ---- | ---- | ---- | ---- | ---- | ---- |
| 482  | 492  | 484  | 363  | 376  | 354  | 330  | 360  | 293  |

| 1962 | 1968 | 1975 | 1982 | 1990 | 1999 | 2006 | 2007 | 2012 |
| ---- | ---- | ---- | ---- | ---- | ---- | ---- | ---- | ---- |
| 261  | 303  | 302  | 325  | 353  | 418  | 548  | 567  | 753  |

| 2017 | 2022 | - | - | - | - | - | - | - |
| ---- | ---- | - | - | - | - | - | - | - |
| 786  | 795  | - | - | - | - | - | - | - |

## Lieux et monuments

### Église de la Nativité de la Sainte Vierge

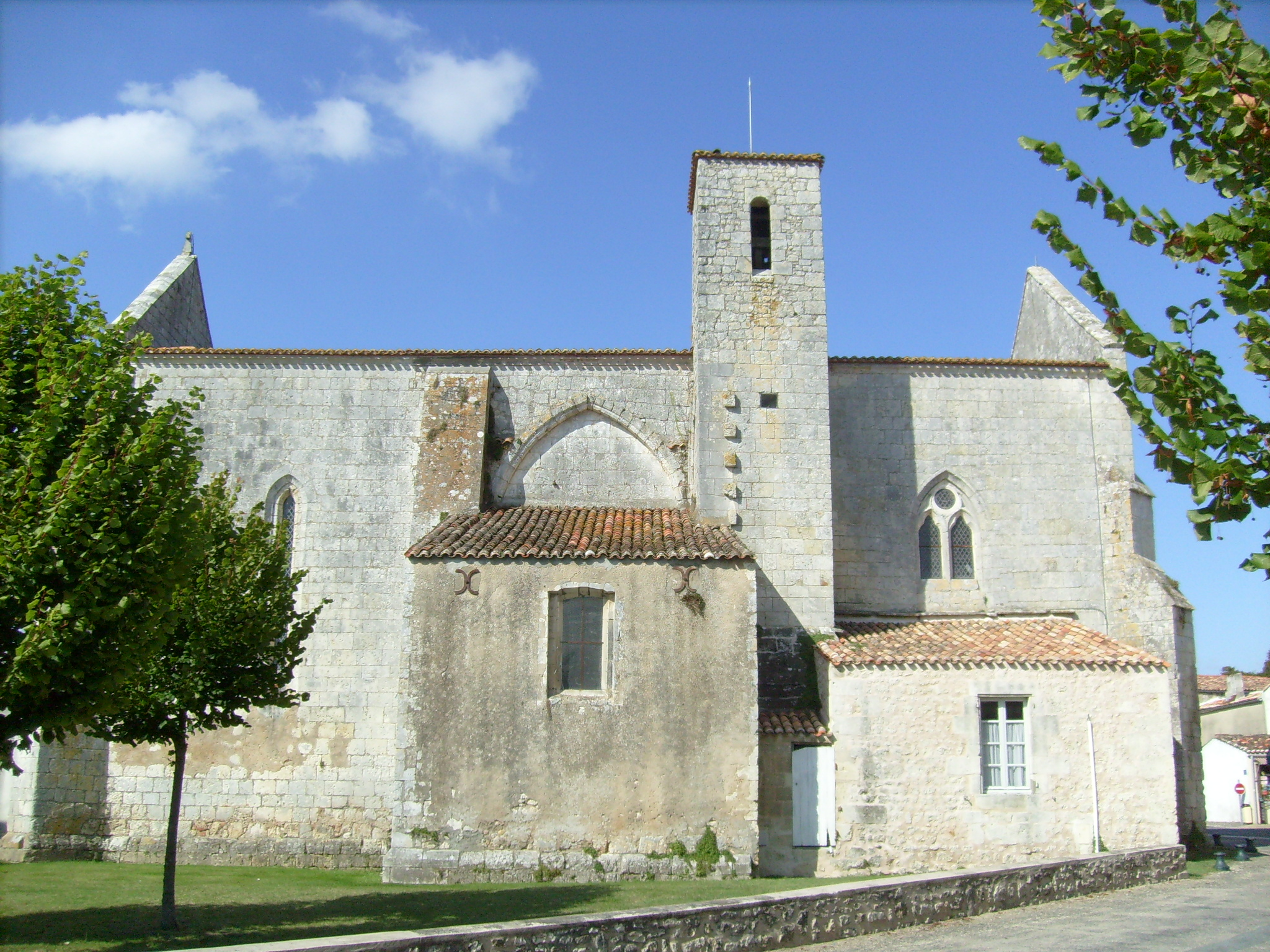
L'église de la Nativité-de-la-Sainte-Vierge.

Cet édifice, qui fut édifié entre le XIIIe et le XIVe siècle, présente des éléments tout à la fois romans et gothiques, caractéristiques de cette époque de transition. Si l'histoire de ce sanctuaire est relativement méconnue, l'église semble avoir souffert de destructions au cours des siècles : on peut notamment apercevoir les restes d'un arc gothique sur le mur sud de l'édifice, vestige d'un croisillon qui n'existe plus aujourd'hui. Celui-ci supportait le clocher primitif, également démoli. Le clocher actuel fut aménagé dans l'ancienne tour d'escalier, rehaussée au XVIIe siècle.
Le sanctuaire actuel se compose d'une nef unique, comportant deux travées, et flanquée au sud d'une chapelle, formant la base du clocher primitif. Le chœur, quant à lui, forme une unique travée et se termine par un chevet plat, d'inspiration cistercienne.

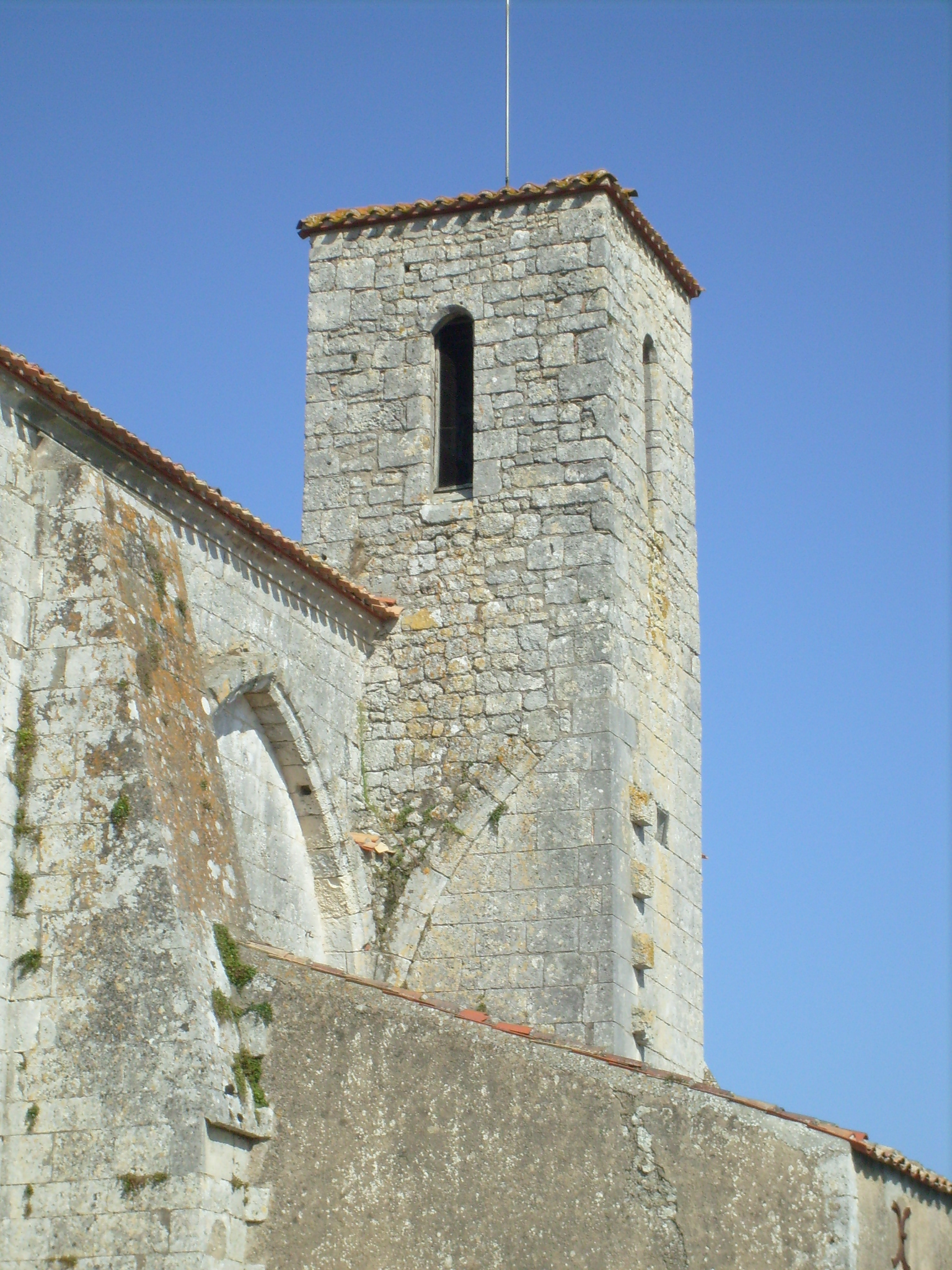
Le clocher de l'église de Nancras.

L'intérieur renferme une statue polychrome représentant la Vierge, et dont les origines remontent à la fondation du sanctuaire : endommagée pendant la Révolution, elle ne fut restaurée qu'à la fin du XIXe siècle, à la demande de l'abbé Auguste André, curé de la paroisse. Elle reprit sa place dans l'église après une messe solennelle le 29 décembre 1897.
Cette statue en bois est connue pour être la source d'un pèlerinage, et passe pour être miraculeuse. Lors de sa restauration par le sculpteur Arnold, établi à Saintes, celui-ci affirmera qu'en la décapant, la statue aurait laissé s'écouler un liquide ayant « l'aspect du sang ». La statue de la Vierge aurait également permis de circonscrire un incendie ayant éclaté dans la commune le 19 août 1898.
Le pèlerinage en l'honneur de Notre-Dame-de-la-Foi, institué en 1899, est depuis lors célébré chaque 8 septembre.
L'église est inscrite à l'inventaire supplémentaire des monuments historiques depuis 1925.

### Lavoir

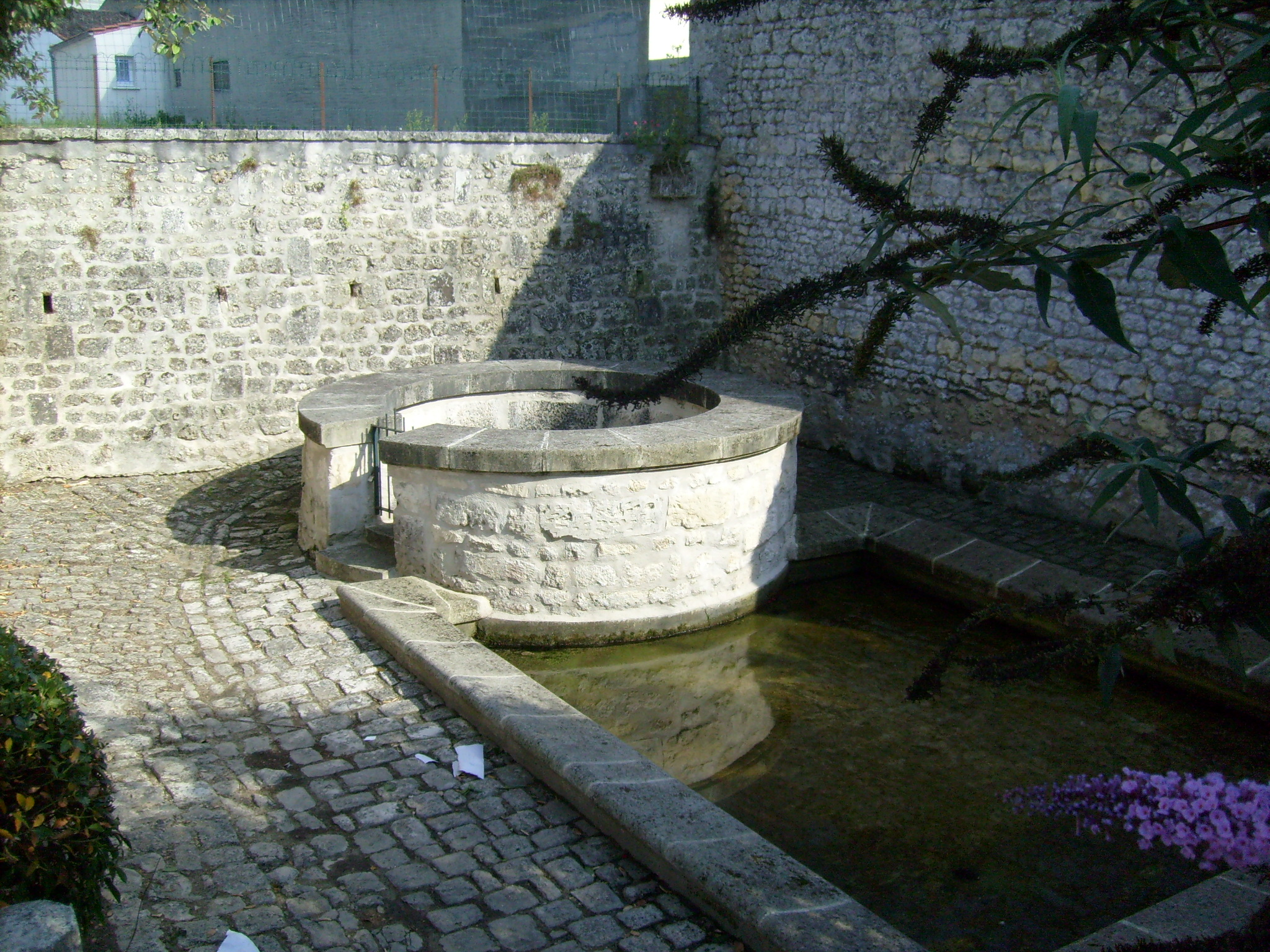
Le lavoir de Nancras.

Ce lavoir en pierre de taille est établi sur une des sept sources que compte la commune. Il se compose d'un simple bassin, aménagé au centre d'une cour pavée. Datant du début du XXe siècle, le lavoir fut récemment restauré par la municipalité.

## Équipements et services

### Sports
Présents sur la commune un city stade, ainsi que des terrains de pétanque où s'organisent régulièrement des tournois.

## Personnalités liées à la commune

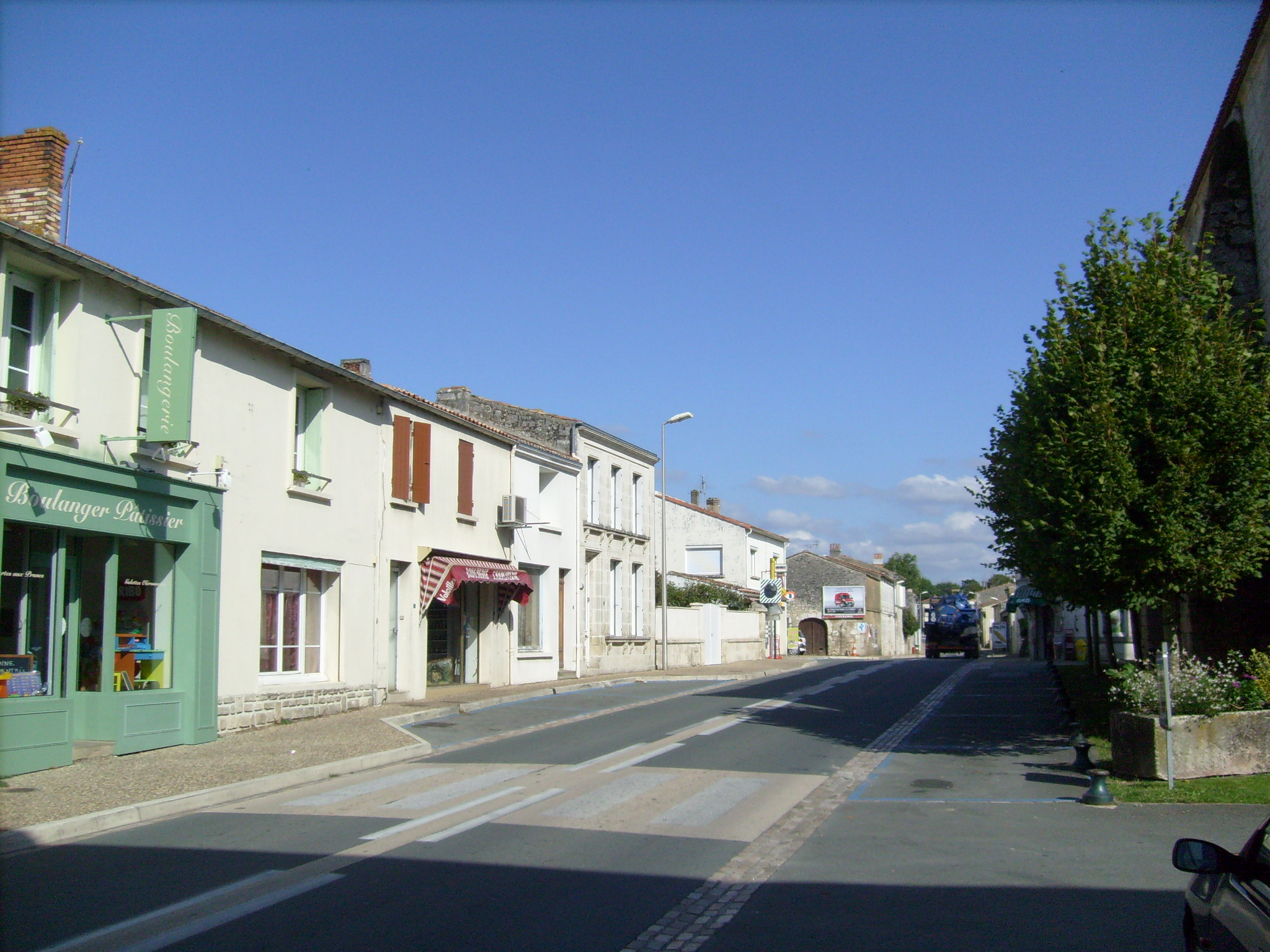
La rue de Saintonge à Nancras.
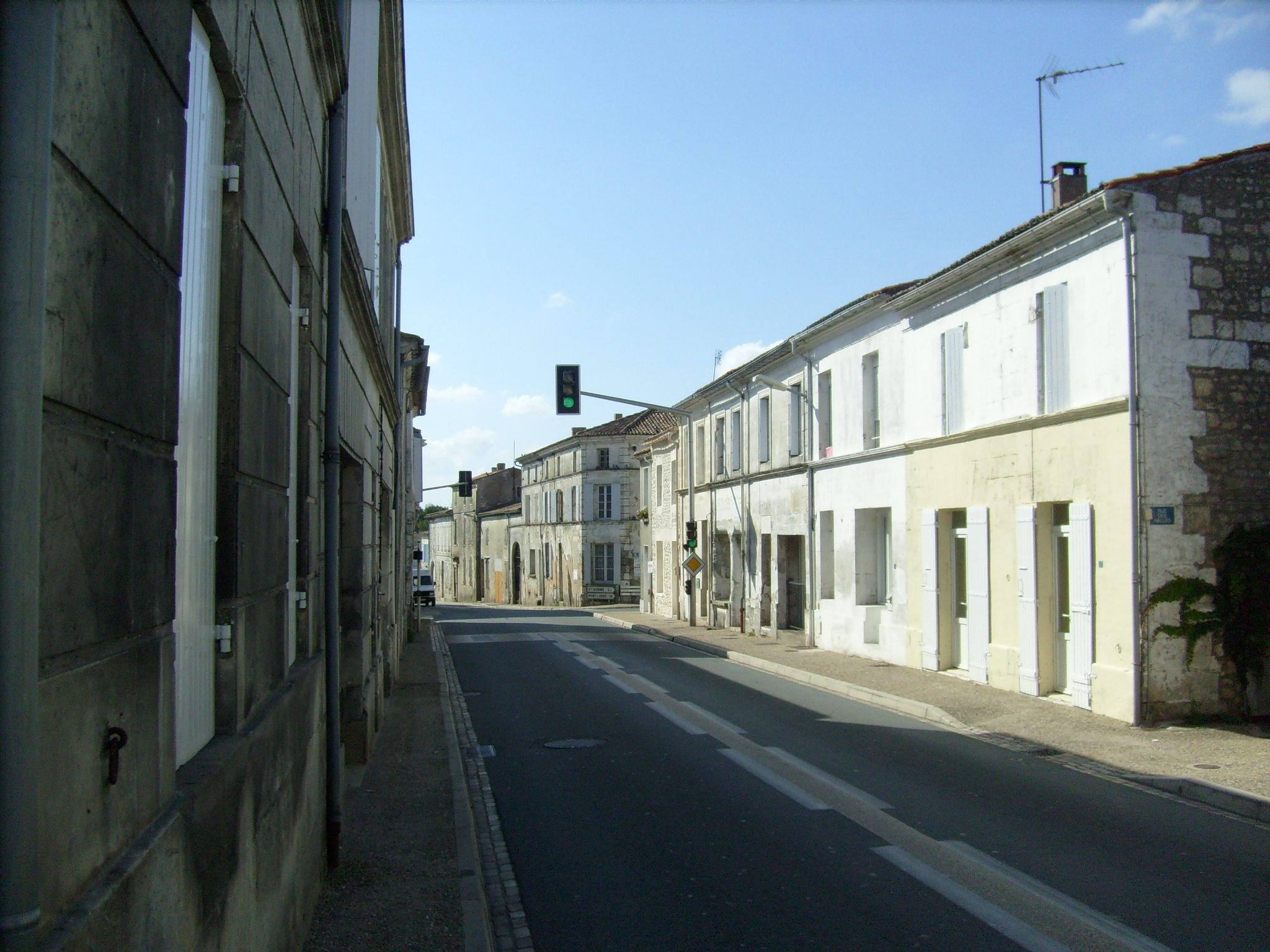
Le carrefour de Nancras.
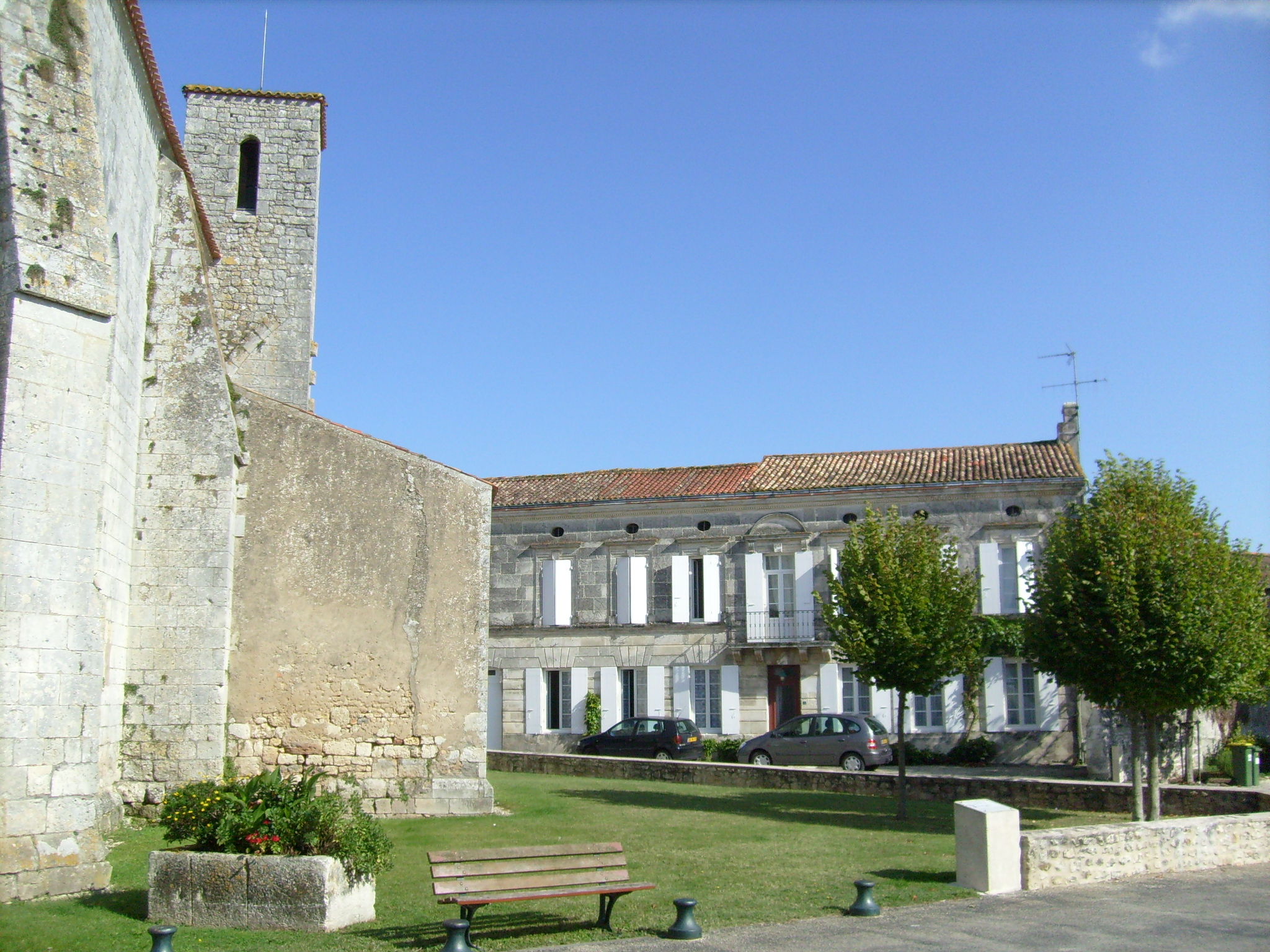
La place de l'Église à Nancras.